# Cazul Guðmundur-Geirfinnur
Cazul Guðmundur-Geirfinnur sau Mărturisirile de la Reykjavik se referă la dispariția a două persoane diferite pe parcursul anului 1974 și procesul care a rezultat din urma acestor dispariții. În urma procesului, șase persoane au fost condamnate la închisoare pentru ucidere din culpă (a șasea fiind acuzată și de mărturie mincinoasă). Persoanele și-au recunoscut faptele în ciuda lipsei martorilor, a cadavrelor victimelor sau a unor probe medico-legale. 
Pe 27 septembrie 2018, acuzațiile celor 6 de la Reykjavik au fost anulate de către Curtea Supremă a Islandei, cu excepția acuzației de mărturie mincinoasă. Este cunoscut ca unul dintre cele mai notorii cazuri de eroare judiciară din Europa.

## Disparițiile
În noaptea de 26 ianuarie 1974, Guðmundur Einarsson (n. 1955), un muncitor în vârstă de 18 ani a plecat de la o petrecere din Hafnarfjörður în drum spre casa sa pe jos, în ciuda vremii furtunoase și distanței de 10 km. Acesta a fost văzut ultima oară de către câțiva șoferi pe șoseaua Reykjavik-Keflavik; unul dintre șoferi ar fi încercat să-l ia cu mașina, iar un alt șofer a descris cum Guðmundur a căzut în fața mașinii lui. De atunci nu a mai fost găsit.
Cu câteva luni mai târziu, pe 19 noiembrie 1974, Geirfinnur Einarsson (n. 1942), un muncitor în vârstă de 32 de ani și tatăl a 2 copii, a fost telefonat la casa lui și ulterior a condus spre o cafenea din portul Keflavik. Nici el n-a mai fost găsit de atunci, însă anchetatorii i-au găsit mașina cu cheia pusă în contact. Nici până acum nu se cunoaște identitatea omului care l-a sunat pe Geirfinnur, iar singura descriere vizuală a omului care s-ar fi întâlnit cu el este o statuie de lut realizată la finalul anului 1974, bazat pe descrierile martorilor ale unui om observat la o cabină telefonică lângă portul Keflavik.
Deși ambii bărbați purtau numele personal (patronimul) Einarsson, ei nu erau rude unul cu celălalt și probabil nu se cunoșteau. Locurile în care au dispărut se află la aproximativ 30 de kilometri unul de celălalt, în apropierea capitalei Reykjavík, în sud-vestul Islandei. Cadavrele lui Guðmundur și Geirfinnur sau alte indicii nu au fost găsite niciodată, în ciuda căutărilor extinse în câmpurile de lavă, în port și pe coastă.
Disparițiile din Islanda nu sunt un fenomen neobișnuit, ele făcând parte din folclor timp de secole, însă poliția a fost presată să rezolve aceste dispariții din cauza situației socio-politice din Islanda la acea vreme. Acest lucru a fost cauzat din cauza faptului că uciderea unui șofer de taxi în 1968 a rămas nerezolvată și, de asemenea, din cauza faptului că disparițiile au avut loc atât de aproape una de alta într-o perioadă atât de scurtă de timp. În plus, populația țării se afla într-o stare de tensiune din cauza războiului pescăresc dintre Islanda și Marea Britanie, care avea loc în acea perioadă. Din cauza protestelor publice, poliția a început să trateze disparițiile ca pe niște potențiale crime. Pe parcursul aniilor următori, disparițiile au devenit subiectul unor bârfe și conspirații în barurile din sudul Islandei; astfel, Poliția Islandeză a început să asculte poveștile celor din baruri pentru a găsi o pistă pentru rezolvarea cazului, care bătea pasul. Una dintre teorii l-a implicat pe Ólafur Jóhannesson, prim-ministru al Islandei (și ministrul justiției la momentul începerii procesului), în moartea lui Geirfinnur, privind posibile legături cu traficul de alcool contrafăcut.

## Ancheta și procesul
Un an mai târziu, pe 13 decembrie 1975, Erla Bolladóttir a fost arestată pentru fraudă financiară, comisă împreună cu prietenul ei, Sævar Ciesielski. Sævar, Erla și fetița ei de 11 săptămâni au fost reținuți de către Poliția Islandeză timp de câteva zile. Conform unor declarații ulterioare, ofițerii de poliție i-au arătat o fotografie a lui Guðmundur Einarsson la sfârșitul interogatoriului, iar Erla a recunoscut că îl cunoștea și că l-ar fi întâlnit în noaptea dispariției sale. Încă având parte de depresie post-natală, Erla le-a povestit ofițerilor cum că tot în aceiași noapte, ea ar fi avut un coșmar în care ar fi auzit voci masculine venind de sub fereastra de la casa ei.
Anchetatorii și ofițerii de poliție au încercat apoi să o convingă că nu era un vis, ci realitatea. Erla a continuat să fie interogată în zilele următoare, uneori timp de zece ore fără pauză. La un moment dat l-a acuzat de crimă pe fratele ei vitreg, Einar Bollason, președintele Asociației Islandeze de Baschet și jucător al naționalei, și pe alți bărbați, apoi din nou a susținut că ea însăși l-a ucis pe Geirfinnur Einarsson cu o pușcă de vânătoare, după care acuzații au fost eliberați după trei luni de arest preventiv Erla a fost eliberată după trei luni de arest preventiv. Alte persoane care au avut parte de detenție au fost Magnús Leópoldsson, Valdimar Olsen and Sigurbjörn Eiríksson.
În cele din urmă, un număr de 6 persoane au fost arestate pe baza unor mărturii suplimentare, acestea fiind:
- Sævar Marinó Ciesielski (1955-2011), un tânăr de origine poloneză (tatăl născut la Cracovia), cu părul lung, anterior acuzat că a traficat marijuana din Danemarca.
- Kristján Viðar Júlíusson (1955-2021), un tânăr dur, cu antecedente legate de droguri și tâlhărie.
- Tryggvi Rúnar Leifsson (1951-2009), un bărbat cunoscut pentru comportamentul lui violent atunci când era beat. De asemenea, a petrecut timp în închisoare pentru infracțiuni minore.
- Albert Klahn Skaftason (n. 1955), un tânăr blând care intrase în atenția poliției pentru posesia de marijuana.
- Guðjón Skarphéðinsson (n. 1943), un profesor de școală, poreclit ”străinul”, care se cunoștea cu Sævar. Acesta îl lăsase pe cel din urmă să facă trafic de droguri cu mașina proprie. Arestat după mărturiile lui Kristján și Sævar.
- Erla Bolladóttir (n. 1955), iubita lui Sævar.

Tinerii au fost considerați suspecți datorită faptului că erau mai deschiși la minte decât cea mai mare parte a societății islandeze din acea vreme, dar și datorită aspectului și atitudinii lor liberale față de droguri. Originile poloneze ale lui Sævar l-au făcut și mai suspect în rândul anchetatorilor.
Anchetatorii i-au pus în izolare solitară pe mai mulți suspecți, inclusiv și pe cei acuzați fals de crimă și eliberați ulterior. Erla a fost interogată fără întrerupere timp de 10 ore în faza inițială, fără a avea access la un avocat. Încarcerați în fosta închisoare Síðumula, în timpul interogării, cei 5 suspecți arestați ulterior au fost amenințați cu prelungirea izolării solitare cu lunile dacă nu cooperau. Aceștia au fost drogați cu nitrazepam, diazepam și clorpromazină (lucru care le-a afectat memoria), deprivați de somn și hărțuiți de către personalul închisorii și anchetatori. În cazuri extreme, Sævar a fost torturat prin simularea înecului deși el sufera de aquafobie, iar Erla a fost hărțuită sexual de către câțiva gardieni.
Pentru a asista la anchetă, Karl Schütz, un polițist federal din Germania de Vest ce a condus anchete privind gruparea Baader-Meinhof și perchezițiile asupra ziarului Spiegel în 1962. Karl Schütz a fost adus la cererea viitorului ambasador islandez în RFG, Pétur Eggerz, pe fondul unei situații sensibile implicând Islanda și bazele militare NATO ca monedă de schimb pentru sistarea războiului pescăresc. Tacticile de investigare folosite de către Schütz i-au impresionat pe Islandezi, iar după încheierea anchetei acesta a fost decorat de către statul Islandez.
Ancheta a bătut pasul pe loc deoarece acuații continuau să ofere mărturii inconsistente și care se schimbau constant, deoarece aceștia sufereau de amnezie. Eventual pentru a scăpa de condițiile din izolare, aceștia și-au recunoscut faptele: conform poliției, Guðmundur ar fi fost ucis de către Kristján și Tryggvi datorită unei dispute asupra unei sticle de alcool. Geirfinnur ar fi fost ucis "din greșeală" de către gașcă deoarece ar fi mințit despre comerțul cu alcool pe care îl făcea. Reconstituirile au avut loc pe parcursul anului 1976 în diverse locații unde ar fi avut loc crimele și unde se presupune că ar fi fost îngropate cadavrele, deși acestea nu au fost găsite. După ce și-au recunoscut faptele, procesul a început în ianuarie 1977, iar în decembrie 1977 următoarele sentințe au fost date:
- Sævar Marinó Ciesielski: ucidere din culpă, închisoare pe viață (de două ori). În total, a stat 1533 de zile în detenție pe timpul anchetei. Sentință comutată la 17 ani în 1980, eliberat în 1984. S-a stabilit în Danemarca de unde a devenit om al străzii, decedat în 2011 în urma unui accident rutier la Copenhaga.
- Kristján Viðar Júlíusson: ucidere din culpă, 16 ani de închisoare. În total, a stat 1522 de zile în detenție pe timpul anchetei. Decedat în martie 2021 din cauze necunoscute; decesul a fost anunțat de către familia sa pe Facebook.
- Tryggvi Rúnar Leifsson: ucidere din culpă, 16 ani de închisoare. În total, stat 1535 de zile în detenție pe timpul anchetei. Decedat in 2009 din cauza cancerului.
- Albert Klahn Skaftason: complicitate la ucidere din culpă, 1 an de închisoare. În total, a stat 118 de zile în detenție pe timpul anchetei.
- Guðjón Skarphéðinsson: ucidere din culpă, 10 ani de închisoare. În total, a stat 1202 de zile în detenție pe timpul anchetei. Eliberat după 4 ani de închisoare. Ulterior a devenit preot luteran.
- Erla Bolladóttir: mărturie mincinoasă, 3 ani de închisoare. În total, a stat 239 de zile în detenție pe timpul anchetei. Sentința ei nu a fost anulată.

Pe timpul procesului, acuzații au încercat să-și retragă mărturisirile, dar fără succes. Un recurs a dus la reducerea sentințelor în 1980, dar acestea au fost confirmate de Curtea Supremă a Islandei. Durata de izolare solitară este considerată a fi cea mai lungă care a avut loc în afara centrului de detenție de la Guantanamo.

## Drumul spre dreptate
În următoarele decenii, în societatea Islandeză, discuțiile referitoare la acest caz au trecut de la vinovăția infractorilor la metodele polițienești folosite în timpul anchetei și la duritatea acestora, mai ales pe fondul faptului că nu existau probe concludente, că inculpații sufereau de memorie neclară (amnezie).
Într-un discurs în parlamentul Islandei (Alþingi) pe 6 octombrie 1998, Davíð Oddsson, premierul islandez, a criticat dur ancheta în cazul Guðmundur-Geirfinnur, după ce Curtea Supremă a Islandei a decis să nu rejudece cauza lui Sævar.
Gísli Hannes Guðjónsson, un tânăr detectiv implicat în caz devenit cercetător-psiholog, a declarat că cei 6 inculpați ar fi suferit de sindromul memoriei false, datorită condițiilor de izolare solitară și a tratamentelor pe care le-au suferit pe timpul detenției. Pe parcursul anilor, Gísli a relatat cum că polițiștii nu ajungeau nicăieri și erau frustrați din cauza asta. În decembrie 1976, ca parte a cercetării sale în psihologica medico-legală la Universitatea din Surrey, Gísli l-a supus pe Guðjón Skarphéðinsson asupra unui test cu poligraful, în care a reieșit că cel din urmă ar fi mințit când a declarat că ar fi fost responsabil de uciderea lui Geirfinnur. În următorii ani, Gísli a folosit cazul Guðmundur-Geirfinnur ca un exemplu tipic în cercetările sale despre sindromul memoriei false, care are loc atunci când o persoană aflată într-o poziție de vulnerabilitate își poate însuși, fără să vrea, sugestia altcuiva ca fiind propria memorie. Cercetările lui Gísli Guðjónsson au reușit să anuleze și alte erori judiciare, inclusiv cazurile foarte mediatizate ale celor șase de la Birmingham și ale celor patru de la Guildford din Marea Britanie.
După moartea lui Sævar, jurnalista Helga Arnardottir a început să investigheze cazul. În 2013, în încercarea sa de a găsi piste pentru a le dovedi inocența celor 6, aceasta a intrat în contact cu fiica lui Tryggvi Leifsson, Kristin Tryggvidottir, care deținea 3 jurnale ale lui Tryggvi Leifsson, care le-a menținut în secret în timpul detențiilor și în care erau detaliate metodele de interogare ale polițiștilor. Gísli Guðjónsson a analizat cele trei jurnale de unde a concluzionat că cei 6 nu știau nimic despre ce s-a întâmplat și că o gravă eroare judiciară a avut loc.
În februarie 2017, un raport oficial al guvernului Islandez a cerut rejudecarea celor 6 după ce o anchetă a avut loc asupra modului de operare al poliției la momentul investigării cazului. Un an mai târziu, în februarie 2018, Procurorul General al Islandei a cerut Curții Supreme achitarea vinovaților, lucru ce s-a întâmplat pe 27 septembrie 2018, la 44 de ani după dispariția lui Guðmundur și Geirfinnur. Acuzația de mărturie mincinoasă asupra lui Erla Bolladóttir însă nu a fost anulată.
Cazul Guðmundur-Geirfinnur a devenit renumit pe plan internațional în anii 2010 după încercarea reușită de a-i achita pe "cei șase de la Reykjavik". Acest caz a fost relatat pe larg de către BBC și mass-media din Islanda. Un film documentar numit "Out of thin air" a fost realizat pe tema cazului în 2017, iar podcastul criminalistic australian "Casefile" a dedicat un episod cazului în martie 2021.